# 12867 Joëloïc
12867 Joëloïc este un asteroid din centura principală, descoperit pe 1 iunie 1998, de Eric Elst.